# Dąbrówka Mała
Dąbrówka Mała (tiếng Đức: Kleindombrowka, Eichenau) là một quận của Katowice, có diện tích 3,68 km 2 và năm 2007 có 5.411 cư dân.